# Риньо, Александр
Александр Риньо (фр. Alexandre Rignault, полное имя — Александр Поль Риньо (фр. Alexandre Paul Rignault) ; 14 февраля 1901, Париж, Франция — 2 апреля 1985, Сен-Манде, Валь-де-Марн, Франция) — французский актёр театра, кино и телевидения.

## Биография и карьера
Родился 14 февраля 1901 года в Париже. Начинал свою актёрскую карьеру в 1926 году в Театре Елисейских Полей (фр. Comédie des Champs-Elysées ) под руководством Луи Жуве. Здесь сыграл роли в постановках по произведениям Мериме, Николая Гоголя, Жана Жироду и Жюля Ромена.
В 1931 году дебютировал в кино, сыграв одну из ролей в фильме Жана Ренуара «Сука» с Мишелем Симоном в главной роли. С тех пор за пятьдесят с лишним лет своей кинокарьеры сыграл роли в более 200 кино-, телефильмах и сериалах.
Сотрудничал с такими французскими кинорежиссёрами, как Марк Аллегре («Прекрасные дня», 1935), Робер Верне («Граф Монте-Кристо: Эдмон Дантес», «Граф Монте-Кристо: Возмездие», 1943; «Фантомас против Фантомаса», 1949 и др.), Жюльен Дювивье («Голова человека», 1933; «Мария Шапделен», 1934; «Бульвар», 1960, и др.); играл также роли в фильмах Виктора Турянского, Л’Эрбье, Макса Офюльса, Анри Декуена, Клода Отан-Лара, Жана Деланнуа, Жиля Гранжье и др. Среди партнеров актёра по съемочной площадке были Эме Кларион, Пьер Ренуар, Марсель Эрран, Жан Маре, Симона Синьоре, Фернандель, Жан Габен и другие выдающиеся актёры французского кино.
Со второй половины шестидесятых годов работал преимущественно для телевидения, снимаясь в многочисленных телефильмах и сериалах.
Умер 2 апреля 1985 в Сен-Манде, Валь-де-Марн, в возрасте 84 лет. Похоронен на кладбище Монпарнас (25-й участок) в Париже.

## Фильмография
- 1931 : Сука / La chienne — Эктор Ланжлар
- 1933 : Голова человека / La tête d’un homme — Жозеф Орта
- 1933 : Денщик / L’ordonnance — Филипп
- 1933 : Тысяча и вторая ночь / La mille et deuxième nuit
- 1933 : Кнок, або торжество медицини / Knock, ou le triomphe de la médecine — первый парень
- 1934 : Лилиом / Liliom — Голлинджер
- 1934 : Фанатизм / Fanatisme
- 1934 : Дом в дюнах / La maison dans la dune
- 1934 : Майская ночь / Nuit de mai — Гейзбергер
- 1934 : Мария Шапделен / Maria Chapdelaine — Этроп Ганьон
- 1934 : Авантюрист / L’aventurier — Карл Немо, покупатель
- 1934 : Жюстин из Марселя / Justin de Marseille — Эспозито
- 1935 : Преступление и наказание / Crime et châtiment — Разумихин
- 1935 : Экипаж / L'équipage — любовник покровительницы
- 1935 : Прекрасные денечки / Les beaux jours
- 1936 : Франсуа I / François Premier — Генрих VIII
- 1936 : Проклятые / Les réprouvés — Фаджианелли
- 1936 : Земля, которая умирает / La terre qui meurt — Матарен
- 1937 : Симфония грабителей / The Robber Symphony — шинкар / Чёрний дьявол
- 1937 : Южный почтовый / Courrier Sud — Юбер
- 1937 : Фонтаны в огне / Puits en flammes — майстер
- 1937 : Крепость тишины / La citadelle du silence — надсмотрщик
- 1937 : Нельская башня / La tour de Nesle — Ландрі
- 1937 : Пуританин / Le puritain — доктор О’Лири
- 1937 : Трагедия империи / La tragédie impériale — Блох
- 1938 : Женщина с конца света / La femme du bout du monde — Буррис, хозяин экипажа
- 1938 : Девушки с Роны / Les filles du Rhône
- 1938 : Парижское кафе / Café de Paris — Ревийяк
- 1939 : Форт Долорес / Fort Dolorès — Сезар Росси
- 1939 : Северная традиция / La tradition de minuit — Ортильопти
- 1939 : Фарина, или Золото в горах / Farinet ou l’or dans la montagne — Батист Рей
- 1939 : Призрачная повозка / La charrette fantôme — гигант
- 1940 : Небесные музыканты / Les musiciens du ciel — Большой Жорж
- 1940 : Серенада / Sérénade — жандарм
- 1940 : Лагерь 13 / Campement 13 — Паскаль
- 1941 : Вольпоне / Volpone — капитан Леоне Корбаччо
- 1942 : Понкарраль, полковник империи / Pontcarral, colonel d’empire — листоноша
- 1942 : Благодетель / Le bienfaiteur — начальник
- 1942 : Он приехал у День всех святых / Le voyageur de la Toussaint — Авриль
- 1943 : Граф Монте-Кристо: Эдмон Дантес / Le comte de Monte Cristo, 1ère époque: Edmond Dantès — Кадрусс
- 1943 : Граф Монте-Кристо: Расплата / Le comte de Monte Cristo, 2ème époque: Le châtiment — Кадрусс
- 1943 : Северное солнце / Le soleil de minuit — Черенский
- 1943 : Малярия / Malaria — батюшка Далмар
- 1943 : Секрет мадам Клапен / Le secret de Madame Clapain — сторож охотничьих угодий
- 1943 : Адемай — бандит чести / Adémaï bandit d’honneur — Фреддо
- 1943 : Парижские тайны / Les mystères de Paris — хозяин школы
- 1943 : Торнавара / Tornavara — пастор
- 1943 : Вечное возвращение / L'éternel retour — Моргольт
- 1943 : Человек из Лондона / L’homme de Londres — Керидан
- 1945 Последнее метро / Dernier métro — Буржу
- 1945: Тайна Сен-Валя / Le mystère Saint-Val — Антуан
- 1945: Рабулью / Raboliot — Фирма Турнафье
- 1946: Кристина женится / Christine se marie — Арман, лисозаводчик
- 1946: Капитан / Le capitan — Ринальдо
- 1946: Месье Грегуар спасается / Monsieur Grégoire s'évade — Пауло, борец
- 1947 Поток / Torrents — Бен Наполеон
- 1947: Фантомас / Fantômas — комиссар Жюв
- 1948: Рюи Блаз / Ruy Blas — Гулатромба
- 1948 Форт одиночества / Fort de la solitude — Пей
- 1948 Эмиль африканский / Émile l’Africain — Ладислас Состоянии
- 1948: Воспоминания не продаются / Les souvenirs ne sont pas à vendre — Сансельмоз
- 1948: Вескресли боги / Les dieux du dimanche — Леон Тьенин
- 1949: Фантомас против Фантомаса / Fantômas contre Fantômas — комиссар Жюв
- 1949: Небесный чародей / Le sorcier du ciel — Руффини
- 1949: Мученик Буживале / Le martyr de Bougival — инспектор Фуше
- 1950 : Тхір / Le furet
- 1950: Пограничная зона / Zone frontière — Веркаутер
- 1950: Человек с Ямайки / L’homme de la Jamaïque — Рапала
- 1951: Андалузия / Andalousie — Панчо
- 1951: Биби Фрикотен / Bibi Fricotin — Тартазан
- 1951: Простите мой французский / Pardon My French — Рондо
- 1951: Самый симпатичный грех в мире / Le plus joli péché du monde — Градю
- 1951: Дуэль в Дакаре / Duel à Dakar — Мартинзаль
- 1952: Силач из Батиньоль / Le costaud des Batignolles — Le 'gorille
- 1952: Жослин / Jocelyn — пастух
- 1952: Все мы убийцы / Nous sommes tous des assassins — жандарм
- 1952: В жизни все устраивается / Dans la vie tout s’arrange
- 1952 Три туза / Brelan d’as
- 1952: Пьедалю творит чудеса / Piédalu fait des miracles
- 1952: Праздник Генриетты / La fête à Henriette — отец Генриетты
- 1953: Каприз дорогой Каролины / Un caprice de Caroline chérie — насильник
- 1953: Возвращение дона Камилло / Le retour de Don Camillo — Франческо «Неро» Галлини
- 1954: Пьедалю-депутат / Piédalu député — кюре
- 1954: Красное и чёрное / Le rouge et le noir — отец Жюльена Сореля
- 1956: Приключение Жиля Бласа / Una aventura de Gil Blas — хозяин отеля
- 1956: Приключения Тиля Уленшпигеля / Les aventures de Till L’Espiègle — крестьянин
- 1957: Салемские колдуньи / Les sorcières de Salem — Виллард
- 1957: Счастливая дорога / The Happy Road — лесоруб
- 1957: Здравствуй молодость / Bonjour jeunesse — кузен
- 1957: Чужие жены / Pot Bouille — Гур
- 1958: Леди и её машина / Madame et son auto — Гужю
- 1958: Клара и злодеи / Clara et les méchants — охранник
- 1958 Странные феномены / Drôles de phénomènes — аббат Пеграм
- 1959: Набережная иллюзий / Quai des illusions
- 1959: Горбун / Le bossu — трактирщик
- 1959: Глаза без лица / Les yeux sans visage — инспектор Паро
- 1960 Мария из островов / Marie des Isles
- 1960: Барон де ЛьЕклюз / Le baron de l'écluse — смотритель шлюза
- 1960 Старая гвардия / Les vieux de la vieille — фермер
- 1960 Бульвар / Boulevard — L’entraîneur de boxe
- 1961: Дон Камилло, монсеньор / Don Camillo monsignore … ma non troppo — Фагу
- 1962: Нерадостный колокол / Carillons sans joie
- 1962: Скорпион / Le scorpion — комиссар Ульрих
- 1962: Джентльмен из Эпсома / Le gentleman d’Epsom — Шарло
- 1962: Король горы / Le roi des montagnes
- 1964: Анжелика — маркиза ангелов / Angélique, marquise des anges — Гийом Lützen
- 1965 Третья молодость / Третья молодость (La Nuit des adieux) — Биґорне, друг дома
- 1966: Спящий часовой / La sentinelle endormie — Сильван
- 1966: Без паники / Pas de panique — Блез
- 1971: Все что касается любви / Aussi loin que l’amour
- 1972: Яйцо / L’oeuf — дядя Эмиль
- 1972: Оса — не дура / Pas folle la guêpe
- 1974 Чёрный четверг / Les guichets du Louvre — сосед
- 1975: Фамильные драгоценности / Les bijoux de famille — Эдмон, дедушка
- 1975: Нужно жить опасно / Il faut vivre dangereusement
- 1975 Номер два / Numéro deux — дедушка
- 1976 В летней тени / À l’ombre d’un été
- 1977: Дьявол в коробке / Le diable dans la boîte — Le président Lelong
- 1978: Рай богачей / Le paradis des riches — Виктор
- 1978 Американский профессор / Un professeur d’américain — летний мужчина
- 1979: Балкон в лесу / Un balcon en forêt — ветеран крестьянин
- 1979: Знаменитые приключения барона Мюнхаузена / Les fabuleuses aventures du légendaire Baron de Munchausen — озвучивание
- 1979: Безмолвный город / La ville des silences
- 1980: Мой американский дядюшка / Mon oncle d’Amérique — дедушка Жана
- 1980: Не волнуйся, это исцеление / T’inquiète pas, ça se soigne — Корбуччи
- 1982: Есть ли французы в зале? / Y a-t-il un Français dans la salle? — Дядя Евсевий
- 1982: Безрассудство / L’indiscrétion — месье Nucera
- 1983: Друг Венсана / L’ami de Vincent — Рауль
- 1984: Партнеры / Partenaires — Реймон Мальро

Роли на телевидении
- 1950 : Игроки / Les joueurs т/ф
- 1958—1996 : За последние пять минут / Les cinq dernières minutes — Натоли т/с
- 1960—1968 : Молодёжный театр / Le théâtre de la jeunesse — Огромный т/с
- 1962 : Инспектор Леклерк расследует / L’inspecteur Leclerc enquête — Адриан т/с
- 1965 : Царство за кролика / Mon royaume pour un lapin — полковник т/ф
- 1970 : Окно / La fenêtre — комиссар т/ф
- 1971 Квентин Дорвард / Quentin Durward т/с
- 1971 Деревянный дом / La maison des bois — Биро т/с
- 1971 : Прусак / Le prussien — нотариус т/ф
- 1972 : Дьявольский бассейн / La mare au diable — Метаяр т/ф
- 1972 : Фигаро здесь, Фигаро там / Figaro-ci, Figaro-là — Caron, le père de Beaumarchais т/ф
- 1972 Луи / Lui — командир т/ф
- 1972 : Проклятые короли / Les rois maudits — Робер граф Клермонский т/с
- 1972: Буссардели / Les Boussardel — дядя Александр т/с
- 1973 Пьер и Жан / Pierre et Jean — Босыры т/ф
- 1975 : Салавин / Salavin — Сюро т/ф
- 1975 : Дама рассвете / La dame de l’aube — дедушка т/ф
- 1979 Крупные заговора: государственный переворот 2 Декабря / Les grandes conjurations: Le coup d'état du 2 décembre — Бишерель т/ф
- 1979- * 1982 Первая камера / Caméra une première — Боевик М. т/с
- 1980 Аэропорт: чартерный самолёт 2020 / Aéroport: Charter 2020 — Жак, пассажир т/ф
- 1980 : Шагреневая кожа / La peau de chagrin — Жонатас т/ф
- 1982 Дикая утка / Le canard sauvage — месье Верле, владелец завода т/ф
- 1983- * 1984 : Романтическая любовь / Les amours romantiques — (2 эпизода, 1983) т/с
- 1983 : Дед Мороз и сын / Père Noël et fils т/ф
- 1984 Жак-фаталист и его адвокат / Jacques le fataliste et son maître т/ф
- 1985 : Шатовайон / Châteauvallon — Грегор Кавалик т/с

## Избранные роли в театре
- 1926 Перевозки Благословенных таинств Проспера Мериме, постановка Луи Жуве, Театр Елисейских Полей
- 1927 : Ревизор Николая Гоголя, постановка Луи Жуве, Театр Елисейских Полей
- 1929 : Амфитрон 38 Жана Жироду, постановка Луи Жуве, Театр Елисейских Полей
- 1933 : Интермеццо Жана Жироду, постановка Луи Жуве, Театр Елисейских Полей
- 1938 Корсар Марселя Ашар, постановка Луи Жуве, театр Атеней
- 1945 : Лоренцаччо Альфреда де Мюссе, постановка Гастона Бати, Театр Монпарнас
- 1962 : Заложник Поля Клоделя, постановка Бернара Женни, Театр Вью-Коломбье
- 1962 Горячий хлеб Поля Клоделя, постановка Бернара Женни, Театр Вью-Коломбье
- 1963 : Заложник Поля Клоделя, постановка Бернара Женни, Театр Селестина
- 1965 Враги Максима Горького, постановка Пьера Дебаша, театр Нантер-Амандье
- 1969 : Тартюф Мольера, постановка Бернара Женни, Театр Вью-Коломбье
- 1969 Этот сумасшедший Платонов за Чеховым, постановка Бернара Женни, Театр Вью-Коломбье
- 1969 : Вакханки Еврипида, постановка Жана-Луи Тамина, Театр на западе Парижа, Авиньонский фестиваль
- 1970 : Снег был грязный Жоржа Сименона, постановка Оссейн адаптация Реймона Руло, Театр Селестина